# Earl G. Harrison
Earl Grant Harrison, né le 27 avril 1899 et mort le 28 juillet 1955, est un juriste et fonctionnaire américain. Il a exercé pour le compte des personnes déplacées au terme de la Seconde Guerre mondiale, fonction dans laquelle il attire l'attention sur la détresse des réfugiés juifs dans un rapport, surnommé le rapport Harrison, qu'il rédige pour Harry S. Truman. De 1945 à 1948, il est doyen de l'École de droit de l'université de Pennsylvanie (en). Il mène aussi une brillante carrière de juriste dans la région de Philadelphie.

## Jeunesse
Harrison naît dans le quartier de Frankford (en) le 27 avril 1889. Son père, Joseph Layland Harrison, est un épicier né en Angleterre et sa mère, Anna MacMullen, est une actrice né en Irlande du Nord. Pendant la Première Guerre mondiale, il sert comme Second lieutenant dans l'infanterie en 1918. Il fait ses classes au lycée de Frankford (en) puis obtient une un bachelor of Arts à l'université de Pennsylvanie en 1920 et une licence de droit auprès de l'École de droit de l'université de Pennsylvanie en 1923. Il pratique le métier de juriste chez Saul, Ewing, Remick, and Saul (en) de 1923 à 1945. En 1944, il devient doyen de l'école de droit de l'université de Pennsylvanie.

## Carrière auprès de gouvernement
Harrisson entre dans l'administration du président Franklin D. Roosevelt et devient directeur de l'enregistrement des étrangers auprès du département de la Justice des États-Unis pendant six mois, de juillet 1949 à janvier 1941. Il devient commissaire à l'immigration et la naturalisation de 1942 à 1944. Pendant son office, l'Immigration and Naturalization Service connaît de profonds remaniements et des restructurations après avoir été transféré du département du Travail à celui de la Justice.

## Rapport Harrison
Le 5 mars 1945, le président Roosevelt nomme Harrison représentant de la Commission internationale sur les réfugiés. Le 22 juin, Harry S Truman charge Harrison de mener une tournée d'inspection dans les camps de personnes déplacées en Europe. Harrison part début juillet à la tête d'une petite délégation qui se divise afin de visiter plus de vingt-quatre camps de déplacés. Il rédige ensuite un rapport pour communiquer ses conclusions, daté du 24 août.

## Dernières années
Au printemps 1946, Harrison rend un témoignage au nom d'un étudiant afro-américain à qui l'entrée à l'école de droit de l'université du Texas a été refusée et qui s'est retrouvé isolé, comme étudiant unique d'une école, dans l'affaire Sweatt v. Painter (en), qui consistue un prélude à l'affaire Brown v. Board of Education.
Harrison démissionne de ses fonctions de doyen en 1948. Il rejoint le cabinet juridique de Schnader Harrison Segal & Lewis (en) en 1948 et il y travaille jusqu'à sa mort en 1955.